# Дюссельдорфський трамвай
Дюссельдорфський трамвай (нім. Straßenbahnnetz Düsseldorf) — трамвайна мережа, що обслуговує Дюссельдорф, адміністративний центр федеральної землі Північний Рейн-Вестфалія, Німеччина. 
Разом з Дюссельдорфським штадтбаном і S-Bahn Рейн-Рур утворює основу мережі громадського транспорту в Дюссельдорфі.
Трамвайна мережа наразі управляється компанією Rheinbahn AG і входить до Verkehrsverbund Rhein-Ruhr (VRR). 
Станом на 2016 рік його сім трамвайних ліній мають довжину 78,0 км та 178 зупинок. 

## Історія
У 1876 році в Дюссельдорфі була відкрита перша лінія кінного трамваю, якою керував бельгійський підприємець Леопольд Боярт. 
Вона сролучала Замкову площу зі станцією Бергіш-Меркішен і концертним залом. 

У 1896 році в Дюссельдорфі запустили перший електричний трамвай 
, 
а повне переведення мережі на електрику тривало до 1900 року 
.

## Лінії
| Лінія | Маршрут |
| ----- | --- |
| 701   | ст. Бенрат — Гольтаузен — пл. Каролінгів — Берлінський бульвар — пл. Яна Веллема — Трикутник — ст. Дерендорф — ст. Рат |
| 703   | вул. Церковне Поле — пл. графа Адольфа — бульвар Генріха Гейне — пл. Яна Веллема — вул. Якобі — Веран — Графенберг — Герресгайм                                                                                                |
| 704   | (Нойський бульвар -) Південний цвинтар — Більцька церква — пл. графа Адольфа — Берлінський бульвар — Дюссельдорф-Головний — вул. Мерцизька                                                                                     |
| 706   | вул. Меровінгів — пл. Каролінгів — Більк — пл. графа Адольфа — бульвар Генріха Гейне — пл. Яна Веллема — вул. Якобі — Веран — Графенберг — Герресгайм — пл. Яна Веллема — Дюссельталь — Флінгерн — Фольксгартен — Ам-Штайнберг |
| 707   | Університет — пл. Каролінгів — Більк — Дюссельдорф-Головний — вул. Якобі — Трикутник — ст. Унтеррат |
| 708   | Гамм — Більцька церква — Більк — Дюссельдорф-Головний — Веран — Дюссельталь — вул. Генріхова |
| 709   | Нойський бульвар — Південний цвинтар — Більцька церква — пл. графа Адольфа — Більцька церква — Дюссельдорф-Головний — Флінгерн — Графенберг — Герресгаймська лікарня                                                           |
| 712   | вул. Гелльрігеля — Більк — пл. графа Адольфа — бульвар Генріха Гейне — пл. Яна Веллема — вул. Якобі — Веран — Графенберг — ст. Оберрат — Ратінген-мітте                                                                        |
| 713   | (Гольтаузен — пл. Каролінгів — Більк —) вул. Церковне Поле — пл. графа Адольфа — бульвар Генріха Гейне — пл. Яна Веллема — вул. Якобі — Веран — Графенберг — Герресгаймська лікарня                                            |
| 715   | Фенхаузький бульвар — ст. Обербільк — Берлінський бульвар — вул. Мощена — пл. Яна Веллема — Трикутник — ст. Унтеррат |
| 719   | Поліцейське управління — пл. графа Адольфа — Берлінський бульвар — Дюссельдорф-Головний (- ст. Флінгерн — Графенберг — ст. Оберрат — Губертусгайн)                                                                             |

## Рухомий склад
Сучасний трамвайний парк налічує 182 вагони.
- Моторні вагони:
  - Düwag GT6[pl] – 2 вагони;
  - Düwag GT8[pl] – 10 вагонів;
  - Siemens NF10 – 36 вагонів;
  - Siemens NF6[pl] – 48 вагонів;
  - Siemens NF8U[pl] – 51 вагон;

- Причіпні вагони:
  - MAN B4 – 19 вагонів